# Jan X Kamater
Jan X Kamater, gr. Ἰωάννης Καματηρός, Iōannēs X Kamatēros (zm. 1206 w Didymoteichos) – patriarcha Konstantynopola w latach 1198–1206.

## Życiorys
Jan należał do rodziny Kamaterów, z której pochodziła żona cesarza Aleksego III Angelosa, Eufrozyna Dukaina Kamaterina. Był człowiekiem wykształconym dobrze zorientowanym w literaturze klasycznej, retoryce i filozofii. Przed objęciem stolicy patriarszej pełnił szereg funkcji duchownych. Bezpośrednio przed wyborem na patriarchę Konstantynopola był chartofylaksem.
Został obrany patriarchą 5 sierpnia 1198 r. Zwołany przez niego, w latach 1198–1199 synod, debatował nad nauką o Eucharystii. W czasie zamieszek w Konstantynopolu interweniował w sprawie aresztowania bankiera Kalmodiosa i doprowadził do jego uwolnienia. Pozostał na swoim stanowisku po przejęciu władzy przez Aleksego IV Angelosa w lipcu 1203. Według źródeł zachodnich, wspólnie z cesarzem jeszcze w tym samym roku uznał zwierzchnictwo papieża. Wyrażał gotowość zawarcia unii ze Stolicą Apostolską, co potwierdził przyjęciem od papieża paliusza. Zachowały się fragmenty dwóch listów z korespondencji Jana X z papieżem Innocentym III, w których uznawał rolę Piotra jako Księcia Apostołów (koryfaios ton apostolon), podkreślał znaczenie apostołów Piotra i Jana w pierwotnym Kościele, a Kościół rzymski nazywał pierwszą spośród sióstr o tej samej godności, zarzucając mu jednak wprowadzenie Filioque do wyznania wiary.
Po zdobyciu Konstantynopola przez krzyżowców w 1204 r. schronił się u cara Bułgarii Kałojana. Odrzucił zaproszenie cesarza Teodora I Laskarysa do przeniesienia się do Nicei. Zmarł w 1206 r. w Didymoteichos w Tracji.

## Twórczość
J. Hoeck przypisuje Janowi autorstwo trzech rozpraw polemicznych (wydał je biskup Arseniusz, Moskwa 1892; J. Dräseke przypisuje je Mikołajowi z Metony). Jan jest też autorem mów katechetycznych (PG 139, 893–897) oraz utworów o tematyce świeckiej, m.in. poematu dydaktycznego w trymetrach jambicznych Astrologia (Peri zodiaku kyklu), dedykowanego cesarzowi Manuelowi I Komnenowi, zawierającego opis planet, znaków zodiaku, informacje o ich sile, temperamencie i wpływie na hemisferę. Utwór nie ma szczególnych walorów artystycznych. Jego wartość polega na tym, że Kamateros wykorzystał do napisania go źródła babilońskie, pisma Selecha i Meslasa.